# Червищи (Ленинградская область)
Черви́щи — деревня в Ретюнском сельском поселении Лужского района Ленинградской области.

## История

### До XIX века
Впервые упоминается в писцовых книгах Шелонской пятины 1501 года, как деревня Червищи в Дремяцком погосте Новгородского уезда.

### XIX век — начало XX века
Деревня Червища и при ней усадьба помещицы Колокольцовой, обозначены на карте Санкт-Петербургской губернии Ф. Ф. Шуберта 1834 года.

ЧЕРВИЩИ — деревня, принадлежит: прапорщице Василиссе Колокольцовой, число жителей по ревизии: 20 м. п., 23 ж. п.

малолетним девицам Любви и Надежде Парским, число жителей по ревизии: 10 м. п., 12 ж. п. (1838 год)

Деревня Червищи отмечена на карте профессора С. С. Куторги 1852 года.

ЧЕРВИЩИ — деревня господ Колокольцевой и Царских, по просёлочной дороге, число дворов — 4, число душ — 20 м. п. (1856 год)

Согласно X-ой ревизии 1857 года деревня состояла из двух частей:

1-я часть: число жителей — 21 м. п., 16 ж. п. (из них дворовых людей — 6 м. п., 3 ж. п.)
  
2-я часть: число жителей — 21 м. п., 24 ж. п. (из них дворовых людей — 4 м. п., 3 ж. п.)

ЧЕРВИЩИ — деревня владельческая при ключе, число дворов — 7, число жителей: 27 м. п., 24 ж. п. (1862 год)

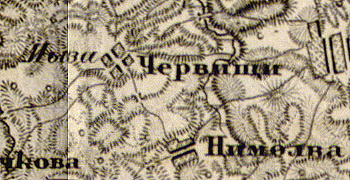
Деревня Червищи на карте 1863 года

Согласно карте из «Исторического атласа Санкт-Петербургской Губернии» 1863 года в деревне Червищи находилась мыза.
В 1866 году временнообязанные крестьяне деревни выкупили свои земельные наделы у Е. И. Лачиновой и Н. П. Брандт и стали собственниками земли.
В 1869 году временнообязанные крестьяне выкупили свои земельные наделы у Л. П. Саблина.
Согласно подворной описи Шильцевского общества Городецкой волости 1882 года, деревня Червищи состояла из двух частей:
 
1) бывшее имение Брандт, домов — 11, душевых наделов — 16, семей — 6, число жителей — 31 м. п., 19 ж. п.; разряд крестьян — собственники.
  
2) бывшее имение Саблиной, домов — 11, душевых наделов — 11, семей — 8, число жителей — 21 м. п., 25 ж. п.; разряд крестьян — собственники.
Согласно материалам по статистике народного хозяйства Лужского уезда 1891 года, одно из имений при селении Червищи принадлежало дворянину Л. А. Валентиновичу, имение было приобретено до 1868 года; второе имение площадью 143 десятины принадлежало местным крестьянам И. и В. Фёдоровым, имение было приобретено четырьмя частями с 1876 по 1881 год за 2106 рублей.
В XIX веке деревня административно относилась ко 2-му стану Лужского уезда Санкт-Петербургской губернии, в начале XX века — к Городецкой волости 5-го земского участка 4-го стана.
По данным «Памятных книжек Санкт-Петербургской губернии» за 1900 и 1905 годы, деревня Червищи входила в Шильцевское сельское общество, 202 десятины земли в имении Червищи принадлежали дворянину Леонтию Антоновичу Валентиновичу.

### 1917 — 1991 годы
С 1917 по 1923 год деревня Червищи входила в состав Буянского сельсовета Городецкой волости Лужского уезда.
С 1923 года, в составе Лопанецкого сельсовета.
С 1924 года, в составе Шильцевского сельсовета.

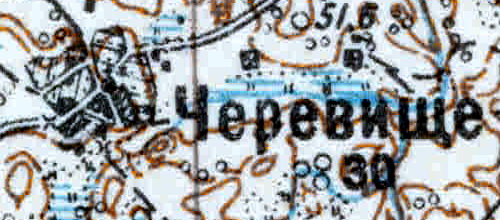
Деревня Червищи карте 1926 года

Согласно топографической карте 1926 года деревня называлась Черевище и насчитывала 30 дворов, в центре деревни находилась часовня.
С 1927 года, в составе Лужской волости, а затем Лужского района.
В 1928 году население деревни Червищи составляло 136 человек.
По данным 1933 года деревня Червищи входила в состав Шильцевского сельсовета Лужского района.
C 1 августа 1941 года по 31 января 1944 года деревня находилась в оккупации.
В 1958 году население деревни Червищи составляло 41 человек.
По данным 1966 и 1973 годов деревня Червищи также входила в состав Шильцевского сельсовета.
По данным 1990 года деревня Червищи входила в состав Ретюнского сельсовета.

### 1991 год — настоящее время
В 1997 году в деревне Червищи Ретюнской волости проживали 3 человека, в 2002 году — 4 человека (все русские).
В 2007 году в деревне Червищи Ретюнского СП вновь проживали 3 человека.

## География
Деревня расположена в южной части района на автодороге 41К-145 (Ретюнь — Сара-Лог).
Расстояние до административного центра поселения — 10 км.
Расстояние до ближайшей железнодорожной станции Серебрянка — 6 км.
К югу от деревни находится небольшое озеро.

## Демография
| 1838 | 1862 | 1928 | 1958 | 1997 | 2007 | 2010 |
| ---- | ---- | ---- | ---- | ---- | ---- | ---- |
| 65   | ↘51  | ↗136 | ↘41  | ↘3   | →3   | ↗5   |
| 2017 |      |      |      |      |      |      |
| ↘1   |      |      |      |      |      |      |

## Улицы
Заозёрная, Лесная, Нагорная, Озёрная, Партизанская, Подгорная, Садовая.